# Bruno Six
Bruno Six (* 14. August 1906 in Regensburg; † 8. Dezember 1984 in Bonn) war ein deutscher Politiker (CDU).

## Leben
Six war von 1934 bis 1936 als Journalist bei der katholischen Jugendzeitschrift Junge Front/Michael tätig. Von 1936 bis 1938 arbeitete er für den Pädagogischen Verlag in Düsseldorf. Von 1938 bis 1945 gehörte er der Organisation Todt an. Nach dem Zweiten Weltkrieg arbeitete er als Redakteur bei der Kölnischen Rundschau.
1945 trat Six der CDU bei und engagierte sich hier vor allem im Bereich der Jugendarbeit. In den Jahren von 1946 bis 1948 war er Landesvorsitzender der Jungen Union Rheinland, deren Mitbegründer er war. Nach der Gründung des Bundesverbandes der Jungen Union 1947 wurde er deren erster Vorsitzender. Dieses Amt hatte er bis 1948 inne. Für die CDU war Six von 1946 bis 1948 Mitglied des Zonenbeirates der britischen Zone und von 1946 bis 1962 Mitglied des nordrhein-westfälischen Landtages.
Gleichzeitig war er in den Jahren von 1952 bis 1954 politischer Referent im Bundeskanzleramt und von 1954 bis 1966 Abteilungsleiter im Presse- und Informationsamt der Bundesregierung.
Nach seiner Zeit als Referent im Bundesfinanzministerium (1966–1970), arbeitete Six als wissenschaftlicher Mitarbeiter im Institut für Kommunalwissenschaften der Konrad-Adenauer-Stiftung (1971–1978).